# Atopsyche
Atopsyche är ett släkte av nattsländor. Atopsyche ingår i familjen Hydrobiosidae.

## Bildgalleri

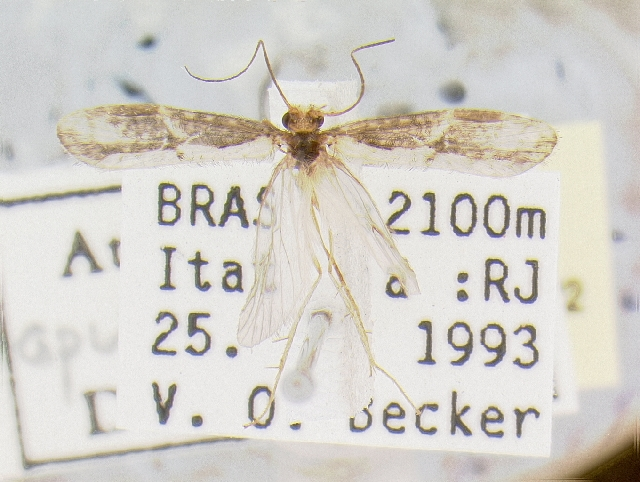
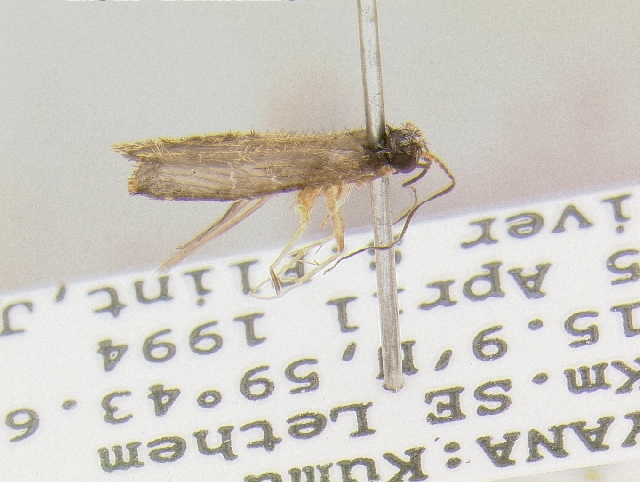
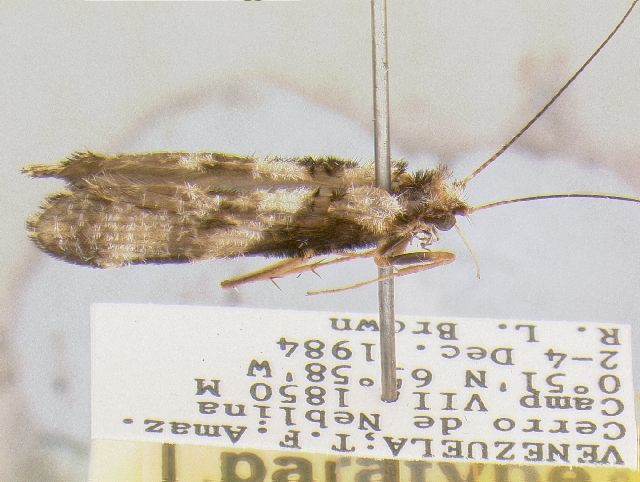
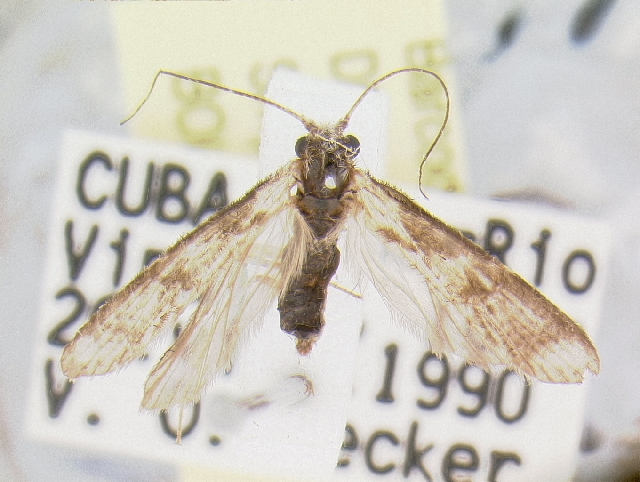
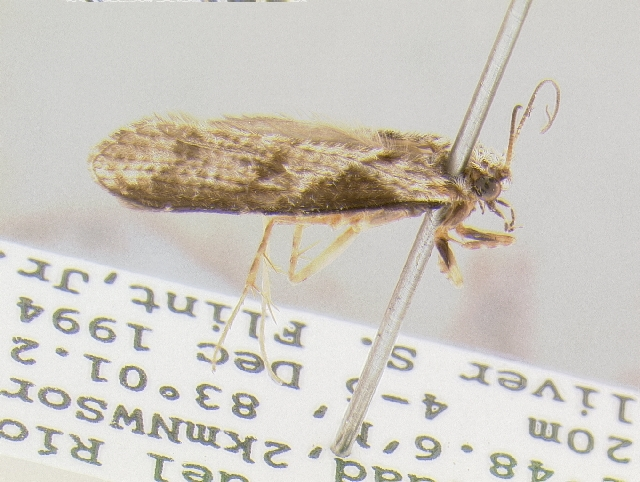
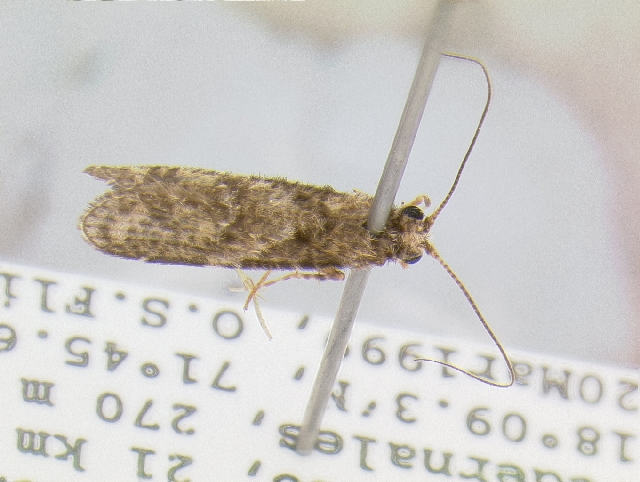

## Dottertaxa tillAtopsyche, i alfabetisk ordning[1]
- Atopsyche acahuana
- Atopsyche anitsuya
- Atopsyche aplita
- Atopsyche apurimac
- Atopsyche asancaru
- Atopsyche atahuallpa
- Atopsyche ayacucho
- Atopsyche ayahuaca
- Atopsyche banksi
- Atopsyche batesi
- Atopsyche bicolorata
- Atopsyche bispinosa
- Atopsyche bolivari
- Atopsyche boneti
- Atopsyche brachycerca
- Atopsyche cajas
- Atopsyche calahuaya
- Atopsyche callosa
- Atopsyche calopta
- Atopsyche caquetia
- Atopsyche catherinae
- Atopsyche chimpuocllo
- Atopsyche chimuru
- Atopsyche chinchacamac
- Atopsyche chirihuana
- Atopsyche chirimachaya
- Atopsyche choronica
- Atopsyche cira
- Atopsyche clarkei
- Atopsyche conventica
- Atopsyche copayapu
- Atopsyche cordoba
- Atopsyche cubana
- Atopsyche dampfi
- Atopsyche davidsoni
- Atopsyche davisorum
- Atopsyche erigia
- Atopsyche espala
- Atopsyche explanata
- Atopsyche falina
- Atopsyche flinti
- Atopsyche hamata
- Atopsyche hatunpuna
- Atopsyche hidalgoi
- Atopsyche hintoni
- Atopsyche hispida
- Atopsyche huacachaca
- Atopsyche huacapuncu
- Atopsyche huachacuyac
- Atopsyche huainacapac
- Atopsyche huallaripa
- Atopsyche huamachucu
- Atopsyche huanapu
- Atopsyche huanucu
- Atopsyche huarcu
- Atopsyche huenga
- Atopsyche iana
- Atopsyche ikonnikovi
- Atopsyche implexa
- Atopsyche incatupac
- Atopsyche irregulare
- Atopsyche jaba
- Atopsyche janethae
- Atopsyche japoda
- Atopsyche kamesa
- Atopsyche kingi
- Atopsyche lilicae
- Atopsyche lobosa
- Atopsyche longipennis
- Atopsyche macrocerca
- Atopsyche maitacapac
- Atopsyche majada
- Atopsyche major
- Atopsyche mancocapac
- Atopsyche mayucapac
- Atopsyche milenae
- Atopsyche minimajada
- Atopsyche misionensis
- Atopsyche neolobosa
- Atopsyche neotropicalis
- Atopsyche onorei
- Atopsyche pachacamac
- Atopsyche pachacutec
- Atopsyche pacharurac
- Atopsyche parihuana
- Atopsyche paucartampu
- Atopsyche pilcomayo
- Atopsyche plancki
- Atopsyche puharcocha
- Atopsyche rawlinsi
- Atopsyche sanctipauli
- Atopsyche serica
- Atopsyche sinchicurac
- Atopsyche siolii
- Atopsyche socialis
- Atopsyche sperryi
- Atopsyche spinosa
- Atopsyche taina
- Atopsyche talamanca
- Atopsyche tampurimac
- Atopsyche tapanti
- Atopsyche tincuracu
- Atopsyche tlaloc
- Atopsyche trifida
- Atopsyche tripunctata
- Atopsyche ulmeri
- Atopsyche unicolorata
- Atopsyche uruguayensis
- Atopsyche urumarca
- Atopsyche usingeri
- Atopsyche vatucra
- Atopsyche weibezahni
- Atopsyche vinai
- Atopsyche viracocha
- Atopsyche youngi
- Atopsyche yupanqui
- Atopsyche zernyi